# Trompeter alagrís
El trompeter alagrís o agamí (Psophia crepitans) és una espècie d'ocell de la família dels psòfids (Psophiidae) que habita la selva humida sud-americana, des del sud-est de Colòmbia, sud i nord-est de Veneçuela i Guaiana, cap al sud fins a l'est de l'Equador, nord-est del Perú i Brasil al nord de l'Amazones.

## Taxonomia
Sovint es considera classificada en tres subespècies:
- P. c. crepitans Linnaeus, 1758. De Veneçuela i sud-est de Colòmbia, Guaianes i nord de Brasi.
- P. c. napensis Sclater et Salvin, 1873. Des del sud-est de Colòmbia fins al nord-est del Perú i nord-oest de Brasil.
- P. c. ochroptera Pelzeln, 1857. De la zona del Rio Negro al nord de Brasil.

L'última ha estat classificada com una subespècie de Psophia leucoptera, fins als treballs de Ribas et al 2012. Més recentment ha estat també classificat com una espècie diferent: trompeter d'ales ocres (Psophia ochroptera).